# Бандиван
Бандива́н (арм. Բանդիվան) — село в Армении, в Ширакской области. Расположено на каменистом плоскогорье на левом берегу реки Ахурян.

## История
По состоянию на 1886 год, село числилось в составе Александропольского уезда Эриванской губернии. В это же время в селе, на 555 прихожан, была одна  действующая армянская церковь при которой было  два священнослужителя. Административно-территориально храм на тот момент относился к  Эриванской епархии ААЦ,.

## Население
По переписи 2011 году, постоянно проживало 259 человек, почти все жители выходцы из города Карса, чьи предки 1829 году эмигрировали сюда.
| Год  | Численность | Численность |
| ---- | ----------- | ----------- |
| 1831 | 213         | [ 5 ]       |
| 1873 | 501         | [ 6 ]       |
| 1897 | 806         | [ 5 ]       |
| 1926 | 392         | [ 5 ]       |
| 1939 | 640         | [ 5 ]       |
| 1959 | 376         | [ 5 ]       |
| 1970 | 336         | [ 5 ]       |
| 1979 | 315         | [ 5 ]       |
| 1989 | 284         | [ 5 ]       |
| 2001 | 269         | [ 5 ]       |
| 2011 | 259         | [ 7 ]       |

## Экономика
Располагается молочный комбинат “Бандиван Кат”.

## Историко-культурные сооружения
В окрестностях Бандивана находится поселение «Нижний Бандиван» (I тысячелетие до н. э.) с могильником и историческим «Царским» мостом. На территории поселка расположены руины древних крепостей. В селе есть церковь Пресвятой Богородицы, построенная в 1909 году.